# Oliver Marach
Oliver Marach (Graz, Àustria, 16 de juliol de 1980) és un jugador professional de tennis austríac. Ha destacat especialment en categoria de dobles, on ha guanyat un títol de Grand Slam (Open d'Austràlia 2018) i va arribar al número 2 del rànquing.

## Torneigs de Grand Slam

### Dobles: 3 (1−2)
| Resultat  | Núm. | Any  | Torneig          | Parella    | Oponents                            | Marcador                     |
| --------- | ---- | ---- | ---------------- | ---------- | ----------------------------------- | ---------------------------- |
| Finalista | 1.   | 2017 | Wimbledon        | Mate Pavić | Łukasz Kubot Marcelo Melo           | 7−5, 5−7, 6−7(2), 6−3, 11−13 |
| Guanyador | 1.   | 2018 | Open d'Austràlia | Mate Pavić | Juan Sebastián Cabal Robert Farah   | 6−4, 6−4                     |
| Finalista | 2.   | 2018 | Roland Garros    | Mate Pavić | Pierre-Hugues Herbert Nicolas Mahut | 2−6, 6−7(4)                  |

## Palmarès

### Dobles masculins: 53 (23−30)
| Llegenda (pre/post 2009)                                 |
| -------------------------------------------------------- |
| Grand Slams (1−2)                                        |
| Tennis Masters Cup / ATP Finals (0−0)                    |
| ATP Masters Series / ATP World Tour Masters 1000 (0−1)   |
| ATP International Series Gold / ATP World Tour 500 (4−8) |
| ATP International Series / ATP World Tour 250 (18−19)    |

| Títols per superfície |
| --------------------- |
| Dura (9−7)            |
| Gespa (0−4)           |
| Terra batuda (14−19)  |

| Resultat  | Núm. | Data                   | Torneig                     | Superfície   | Parella              | Oponents                               | Marcador                     |
| --------- | ---- | ---------------------- | --------------------------- | ------------ | -------------------- | -------------------------------------- | ---------------------------- |
| Finalista | 1.   | 28 de maig de 2006     | Pörtschach, Àustria         | Terra batuda | Cyril Suk            | Paul Hanley Jim Thomas                 | 3−6, 6−4, [5−10]             |
| Finalista | 2.   | 16 de juliol de 2006   | Bastad, Suècia              | Terra batuda | Christopher Kas      | Jonas Björkman Thomas Johansson        | 3−6, 6−4, [4−10]             |
| Finalista | 3.   | 30 de juliol de 2006   | Kitzbühel, Àustria          | Terra batuda | Cyril Suk            | Philipp Kohlschreiber Stefan Koubek    | 2−6, 3−6                     |
| Finalista | 4.   | 29 d'abril de 2007     | Casablanca, Marroc          | Terra batuda | Łukasz Kubot         | Jordan Kerr David Škoch                | 6−7(4), 6−1, [4−10]          |
| Guanyador | 1.   | 16 de setembre de 2007 | Bucarest, Romania           | Terra batuda | Michal Mertiňák      | Martín García Sebastián Prieto         | 7−6(2), 7−6(8)               |
| Guanyador | 2.   | 2 de març de 2008      | Acapulco, Mèxic             | Terra batuda | Michal Mertiňák      | Agustín Calleri Luís Horna             | 6−2, 6−7(3), [10−7]          |
| Finalista | 5.   | 28 de febrer de 2009   | Acapulco                    | Terra batuda | Łukasz Kubot         | František Čermák Michal Mertiňák       | 6−4, 4−6, [7−10]             |
| Guanyador | 3.   | 12 d'abril de 2009     | Casablanca                  | Terra batuda | Łukasz Kubot         | Simon Aspelin Paul Hanley              | 7−6(4), 3−6, [10−6]          |
| Guanyador | 4.   | 10 de maig de 2009     | Belgrad, Sèrbia             | Terra batuda | Łukasz Kubot         | Johan Brunström Jean-Julien Rojer      | 6−2, 7−6(3)                  |
| Guanyador | 5.   | 1 de novembre de 2009  | Viena, Àustria              | Dura (i)     | Łukasz Kubot         | Julian Knowle Jürgen Melzer            | 2−6, 6−4, [11−9]             |
| Guanyador | 6.   | 7 de febrer de 2010    | Santiago, Xile              | Terra batuda | Łukasz Kubot         | Potito Starace Horacio Zeballos        | 6−4, 6−0                     |
| Finalista | 6.   | 14 de febrer de 2010   | Costa do Sauipe, Brasil     | Terra batuda | Łukasz Kubot         | Pablo Cuevas Marcel Granollers         | 5−7, 4−6                     |
| Guanyador | 7.   | 27 de març de 2010     | Acapulco (2)                | Terra batuda | Łukasz Kubot         | Fabio Fognini Potito Starace           | 6−0, 6−0                     |
| Guanyador | 8.   | 9 de maig de 2010      | Múnic, Alemanya             | Terra batuda | Santiago Ventura     | Eric Butorac Michael Kohlmann          | 5−7, 6−3, [16−14]            |
| Finalista | 7.   | 6 de febrer de 2011    | Santiago                    | Terra batuda | Łukasz Kubot         | Bruno Soares Marcelo Melo              | 3−6, 6−7(3)                  |
| Guanyador | 9.   | 20 de febrer de 2011   | Buenos Aires, Argentina     | Terra batuda | Leonardo Mayer       | Franco Ferreiro André Sá               | 7−6(6), 6−3                  |
| Finalista | 8.   | 1 de maig de 2011      | Belgrad                     | Terra batuda | Alexander Peya       | František Čermák Filip Polášek         | 5−7, 2−6                     |
| Guanyador | 10.  | 24 de juliol de 2011   | Hamburg, Alemanya           | Terra batuda | Alexander Peya       | František Čermák Filip Polášek         | 6−4, 6−1                     |
| Guanyador | 11.  | 2 d'octubre de 2011    | Bangkok, Tailàndia          | Dura (i)     | Aisam-ul-Haq Qureshi | Michael Kohlmann Alexander Waske       | 7−6(4), 7−6(5)               |
| Guanyador | 12.  | 14 de gener de 2012    | Auckland, Nova Zelanda      | Dura         | Alexander Peya       | František Čermák Filip Polášek         | 6−3, 6−2                     |
| Finalista | 9.   | 27 de maig de 2012     | Niça, França                | Terra batuda | Filip Polášek        | Bob Bryan Mike Bryan                   | 6−7(5), 3−6                  |
| Finalista | 10.  | 28 d'abril de 2013     | Bucarest                    | Terra batuda | Lukáš Dlouhý         | Max Mirnyi Horia Tecău                 | 6−4, 4−6, [6−10]             |
| Finalista | 11.  | 27 d'octubre de 2013   | Basilea, Suïssa             | Dura (i)     | Julian Knowle        | Treat Huey Dominic Inglot              | 3−6, 6−3, [4−10]             |
| Guanyador | 13.  | 7 de febrer de 2014    | Viña del Mar (2)            | Terra batuda | Florin Mergea        | Juan Sebastián Cabal Robert Farah      | 6−3, 6−4                     |
| Finalista | 12.  | 13 de juliol de 2014   | Bastad (2)                  | Terra batuda | Jérémy Chardy        | Johan Brunström Nicholas Monroe        | 6−4, 6−7(5), [7−10]          |
| Finalista | 13.  | 22 de febrer de 2015   | Rio de Janeiro, Brasil      | Terra batuda | Pablo Andújar        | Martin Kližan Philipp Oswald           | 6−7(3), 4−6                  |
| Finalista | 14.  | 1 de març de 2015      | Buenos Aires                | Terra batuda | Pablo Andújar        | Jarkko Nieminen André Sá               | 6−4, 4−6, [7−10]             |
| Finalista | 15.  | 2 d'agost de 2015      | Gstaad, Suïssa              | Terra batuda | Aisam-ul-Haq Qureshi | Aliaksandr Bury Denis Istomin          | 6−3, 2−6, [5−10]             |
| Guanyador | 14.  | 10 de gener de 2016    | Chennai, Índia              | Dura         | Fabrice Martin       | Austin Krajicek Benoît Paire           | 6−3, 7−5                     |
| Guanyador | 15.  | 21 de febrer de 2016   | Delray Beach, Estats Units  | Dura         | Fabrice Martin       | Bob Bryan Mike Bryan                   | 3−6, 7−6(7), [13−11]         |
| Finalista | 16.  | 13 de juny de 2016     | Stuttgart, Alemanya         | Gespa        | Fabrice Martin       | Marcus Daniell Artem Sitak             | 7−6(4), 4−6, [8−10]          |
| Finalista | 17.  | 2 d'octubre de 2016    | Shenzhen, Xina              | Dura         | Fabrice Martin       | Fabio Fognini Robert Lindstedt         | 6−7(4), 3−6                  |
| Finalista | 18.  | 30 d'octubre de 2016   | Viena                       | Dura (i)     | Fabrice Martin       | Łukasz Kubot Marcelo Melo              | 6−4, 3−6, [11−13]            |
| Finalista | 19.  | 19 de juny de 2017     | Stuttgart (2)               | Gespa        | Mate Pavić           | Jamie Murray Bruno Soares              | 7−6(4), 5−7, [5−10]          |
| Finalista | 20.  | 1 de juliol de 2017    | Antalya, Turquia            | Gespa        | Mate Pavić           | Robert Lindstedt Aisam-ul-Haq Qureshi  | 5−7, 1−4, retirada           |
| Finalista | 21.  | 16 de juliol de 2017   | Wimbledon, Regne Unit       | Gespa        | Mate Pavić           | Łukasz Kubot Marcelo Melo              | 7−5, 5−7, 6−7(2), 6−3, 11−13 |
| Guanyador | 16.  | 30 de juliol de 2017   | Gstaad                      | Terra batuda | Philipp Oswald       | Jonathan Eysseric Franko Škugor        | 6−3, 4−6, [10−8]             |
| Guanyador | 17.  | 22 d'octubre de 2017   | Estocolm, Suècia            | Dura (i)     | Mate Pavić           | Aisam-ul-Haq Qureshi Jean-Julien Rojer | 3−6, 7−6(6), [10−4]          |
| Guanyador | 18.  | 6 de gener de 2018     | Doha, Emirats Àrabs Units   | Dura         | Mate Pavić           | Jamie Murray Bruno Soares              | 6−2, 7−6(6)                  |
| Guanyador | 19.  | 13 de gener de 2018    | Auckland (2)                | Dura         | Mate Pavić           | Max Mirnyi Philipp Oswald              | 6−4, 5−7, [10−7]             |
| Guanyador | 20.  | 28 de gener de 2018    | Open d'Austràlia, Austràlia | Dura         | Mate Pavić           | Juan Sebastián Cabal Robert Farah      | 6−4, 6−4                     |
| Finalista | 22.  | 18 de febrer de 2018   | Rotterdam, Països Baixos    | Dura (i)     | Mate Pavić           | Pierre-Hugues Herbert Nicolas Mahut    | 6−2, 2−6, [7−10]             |
| Finalista | 23.  | 22 d'abril de 2018     | Montecarlo, Mònaco          | Terra batuda | Mate Pavić           | Bob Bryan Mike Bryan                   | 6−7(5), 3−6                  |
| Guanyador | 21.  | 26 de maig de 2018     | Ginebra, Suïssa             | Terra batuda | Mate Pavić           | Ivan Dodig Rajeev Ram                  | 3−6, 7−6(3), [11−9]          |
| Finalista | 24.  | 10 de juny de 2018     | Roland Garros, França       | Terra batuda | Mate Pavić           | Pierre-Hugues Herbert Nicolas Mahut    | 2−6, 6−7(4)                  |
| Finalista | 25.  | 29 de juliol de 2018   | Hamburg                     | Terra batuda | Mate Pavić           | Julio Peralta Horacio Zeballos         | 1−6, 6−4, [6−10]             |
| Finalista | 26.  | 7 d'octubre de 2018    | Pequín, Xina                | Dura         | Mate Pavić           | Łukasz Kubot Marcelo Melo              | 1−6, 4−6                     |
| Guanyador | 22.  | 25 de maig de 2019     | Ginebra (2)                 | Terra batuda | Mate Pavić           | Matthew Ebden Robert Lindstedt         | 6−4, 6−4                     |
| Finalista | 27.  | 21 de juliol de 2019   | Umag, Croàcia               | Terra batuda | Jürgen Melzer        | Robin Haase Philipp Oswald             | 5−7, 7−6(2), [12−14]         |
| Guanyador | 23.  | 28 de juliol de 2019   | Hamburg (2)                 | Terra batuda | Jürgen Melzer        | Robin Haase Wesley Koolhof             | 6−2, 7−6(3)                  |
| Finalista | 28.  | 29 de febrer de 2020   | Dubai, Emirats Àrabs Units  | Dura         | Raven Klaasen        | John Peers Michael Venus               | 3−6, 2−6                     |
| Finalista | 29.  | 29 de maig de 2021     | Parma, Itàlia               | Terra batuda | Aisam-ul-Haq Qureshi | Simone Bolelli Máximo González         | 3–6, 3–6                     |
| Finalista | 30.  | 3 d'octubre de 2021    | Sofia, Bulgària             | Dura (i)     | Philipp Oswald       | Jonny O'Mara Ken Skupski               | 3–6, 4–6                     |

## Trajectòria

### Individual
| Open d'Austràlia | A  | A | A | 1R | 1R | Q | Q | 0 / 2 | 0 – 2 |
| Roland Garros | 1R | A | A | Q  | 1R | Q | A | 0 / 2 | 0 – 2 |
| Wimbledon | A  | A | A | Q  | 1R | A | A | 0 / 1 | 0 – 1 |
| US Open | A  | A | A | A  | 1R | A | A | 0 / 1 | 0 – 1 |
| Llegenda: G: Guanyador; F: Finalista; SF: Semifinalista; QF: Quarts de final; Q: Qualificació; A: Absent; RR: Round Robin; |    |   |   |    |    |   |   |       |       |

### Dobles masculins
| Torneig | 2005        | 2006        | 2007        | 2008 | 2009        | 2010        | 2011        | 2012  | 2013        | 2014        | 2015        | 2016  | 2017        | 2018        | 2019        | 2020        | 2021 | Títols    | V − D     |
| --- | ----------- | ----------- | ----------- | ---- | ----------- | ----------- | ----------- | ----- | ----------- | ----------- | ----------- | ----- | ----------- | ----------- | ----------- | ----------- | ---- | --------- | --------- |
| Open d'Austràlia | A           | 1R          | 3R          | 1R   | SF          | 2R          | QF          | 1R    | 1R          | 2R          | 3R          | 2R    | A           | G           | 2R          | 2R          | 1R   | 1 / 15    | 23 – 14   |
| Roland Garros | A           | 2R          | 3R          | A    | 2R          | QF          | 1R          | QF    | 3R          | 2R          | 2R          | 2R    | 2R          | F           | 3R          | 1R          | 2R   | 0 / 15    | 24 – 15   |
| Wimbledon | A           | 2R          | A           | 1R   | QF          | 1R          | A           | 2R    | A           | 1R          | 1R          | 3R    | F           | 1R          | 2R          | NC          | 3R   | 0 / 12    | 15 – 12   |
| US Open | A           | 1R          | A           | A    | 1R          | QF          | A           | A     | 2R          | 1R          | 1R          | 2R    | 3R          | 1R          | QF          | 1R          | 1R   | 0 / 12    | 10 – 12   |
| Jocs Olímpics | No celebrat | No celebrat | No celebrat | A    | No celebrat | No celebrat | No celebrat | A     | No celebrat | No celebrat | No celebrat | QF    | No celebrat | No celebrat | No celebrat | No celebrat | 2R   | 0 / 2     | 3 – 2     |
| ATP World Tour Finals | A           | A           | A           | A    | RR          | RR          | A           | A     | A           | A           | A           | A     | RR          | RR          | A           | A           |      | 0 / 4     | 5 – 5     |
| Total Victòries−Derrotes                                                                                                   | 0−1         | 21−17       | 14−10       | 8−10 | 46−27       | 38−26       | 39−25       | 16−16 | 21−24       | 16−16       | 22−26       | 42−26 | 38−22       | 55−21       | 40−27       | 17−15       |      | 436 – 325 | 436 – 325 |
| Rànquing a final d'any | 152         | 40          | 48          | 69   | 13          | 11          | 17          | 48    | 38          | 67          | 48          | 33    | 19          | 4           | 32          | 29          |      |           |           |
| Llegenda: G: Guanyador; F: Finalista; SF: Semifinalista; QF: Quarts de final; Q: Qualificació; A: Absent; RR: Round Robin; |             |             |             |      |             |             |             |       |             |             |             |       |             |             |             |             |      |           |           |